# 상장지수 펀드
상장지수 펀드(영어: exchange-traded fund, ETF) 또는 상장지수투자신탁(上場指數投資信託)은 주식시장에서 거래가 가능한, 거래 목적의 투자신탁 상품으로, 특정 주가 지수에 따라 수익률이 결정되는 인덱스 펀드를 증권 시장에 상장한 펀드이다.

## 개요
상장지수 펀드(ETF)는 주식, 원자재, 채권 등 자산으로 구성되며, 거래되면서 순자산가치로 수렴한다. 대부분의 ETF는 S&P 500 또는 MSCI EAFE와 같이 인덱스를 따라간다. 거래비용이 낮고, 세금이 적으며 주식과 비슷한 특징이 있어 투자자산으로서 매력적이다. ETF는 상장지수 상품 중 가장 인기있는 유형이다.
대형 기관투자자와 같이 지정판매회사만이 펀드매니저로부터 실제로 ETF를 매매하며 수만 주의 ETF를 대량의 단위로 설정 또는 환매한다. 지정판매회사가 장기적으로 ETF 투자를 원할지라도 대체로 대량 단위로 기초자산을 매매하며 유동성을 공급하고 거래가가 순자산가치와 유사하도록 공개시장에서 시장선도자로서 행동한다. 개인투자자는 증권사를 통해 유통시장에서 ETF를 거래한다.
ETF는 뮤추얼 펀드 또는 단위형 투자신탁의 밸류에이션 방법을 따라서, 거래일에 순자산가치로부터 등락을 반복하다가 최종거래일에 회귀하여 매매되는 폐쇄형펀드의 거래성과 유사하다. 폐쇄형펀드는 거래소에서 거래되지만 ETF는 아니다. ETF는 미국에서 1993년, 유럽에서 1999년에 생성되었다. ETF는 전통적으로 인덱스펀드였지만 2008년에는 미국 증권거래위원회가 ETF를 이용한 액티브펀드를 허용하기 시작했다.

## 구조
ETF는 다수의 투자자에게 주식과 다른 자산의 집합으로부터 무배당 수익을 지급한다는 점에서 전통적인 뮤추얼 펀드와 비슷하다. 하지만 ETF는 증권중개인으로부터 거래소 주식을 하루 동안 매매 가능하다. 뮤추얼펀드와 달리, ETF는 순자산가치(Net Asset Value, NAV)로 각자의 주를 매도하거나 청산하지 않는다. 대신에, 금융기관이 직접적으로 대량단위로 ETF를 매수 또는 청산하며, 그 수량은 25,000주에서 200,000주로 다양하다. 대량단위의 매수 또는 청산은 대체로 비슷한 형태를 띠며, 비록 몇몇 ETF가 현금으로 대체를 필요로 할지라도, 기관투자자는 같은 유형의 ETF 바스켓을 받는다.
대량단위로 매수 및 청산이 가능하기 때문에 ETF는 시장매매가격이 순자산가치로부터 벗어날 때, 그 이탈폭을 최소화시키는 차익거래가 가능케 한다. 기존 ETF는 투명성이 높은 포트폴리오로 구성되어서, 기관투자자들은 대량단위로 매수할 경우에 포트폴리오 구성방법을 정확히 알고, 거래소는 거래일 동안 순자산가치를 15초 간격으로 지속적으로 업데이트하여 공고한다.
ETF에 대해 수요가 급격히 증가할 경우에는 ETF 주당 가격이 단기적으로 순자산가치에 비해 급등하여 차익거래자가 ETF를 추가로 매수하거나 공개시장에서 소유분량을 매도할 수 있다. ETF 추가 공급 분은 자본총액을 늘이고 주당 주가를 낮추면서 순자산가치에 대한 프리미엄이 사라진다. ETF에 대한 수요가 부족한 경우에는 비슷한 과정이 반복되어 순자산가치에 대한 할인이 적용된다.
미국에서 ETF는 일부가 투자신탁에 의해 설정되지만, 대다수는 뮤추얼 펀드와 MMF와 비슷하게 개방형 투자신탁이 구조화된다. 개방형 투자신탁에 의한 구조화된 ETF는 포트폴리오 구성에서 유연성이 크지만 증권대출 프로그램과 선물 및 옵션이 금지된다.
기존 규제 하에서는 새로운 ETF 설정은 미국의 증권거래위원회(SEC)로부터 인가를 받음으로써, ETF 구조에 대한 허용을 법문화한 1940년의 투자회사법의 조항으로부터 적용이 배제된다. 그러나 2008년에 증권거래위원회는 면제조항에 의거하지 않고도 ETF 설정이 가능하도록 규칙을 제안하였다. 이 규칙에 따르면 ETF는 다음과 같은 개방형 투자신탁으로 규정된다.
- 대량으로 발행 (또는 청산)하여 바스켓 자산에 대한 예치 (또는 인도)를 함으로써 거래일 동안 일정한 간격을 두고 거래소에 의해 주당 가격이 현재가치로 수렴하는 경우
- 판매관련문헌에서 ETF로 자체 규정하는 경우
- 증권거래소에서 등록 또는 거래를 위해 주식을 발행하는 경우
- 매 영업일에는 웹사이트상에 일반인에게 전일의 순자산가치, 펀드에 편입된 주의 종가, 순자산가치 대비 종가의 프리미엄 또는 할인을 퍼센트로 표시하여 공시하는 경우
- 매 영업일에 웹사이트상에 인덱스 펀드 내 주식 및 다른 자산의 편입종목 및 가중치를 공시하는 경우

증권거래위원회 규칙에 따라 ETF는 인덱스 펀드 또는 투명하게 운용되는 액티브 펀드가 허용된다. 전통적으로 미국 내 ETF는 모두 인덱스펀드였지만, 2008년도에 증권거래위원회는 투명한 절차에 따라 운용되는 액티브 펀드에 예외규정을 적용하기 시작했다. 처음으로 적용된 규정은 파워셰어즈 상장지수펀드에 적용되었으며 미국 내 최초의 액티브 ETF는 베어스턴스 경상수익률 펀드였다. 베어스턴스 경상수익률 펀드는 2008년 3월 25일에 미국증권거래소에서 거래를 시작하고 YYY라는 상표를 쓰는 단기펀드였다.
ETF 몇몇은 원유나 철강 등 원자재에 주로 투자한다. 비록 이러한 원자재 ETF가 증권에 투자하는 ETF와 비슷한 형태를 띠지만, 1940년의 투자회사법에서 규정하는 투자회사는 아니다.
메릴린치의 HOLDRs 증권과 같이 공개적으로 거래되는 그랜터 트러스트는 비록 일반적인 ETF의 특성을 갖추고 있지 못하지만, ETF로 간주되기도 한다. 그랜터 트러스트 투자자는 기초자산 바스켓에 대해 주식분할이나 합병과 같은 기업활동을 제외하고는 직접적으로 고정된 이자수익을 얻는다. 이러한 유형의 펀드는 1940년의 투자회사법에서 규정하는 투자회사는 아니다.
2009년부터 미국 거래소에서 대략적으로 1500개의 상장지수펀드가 거래되었다. 이 합산은 HOLDRs 와 폐쇄형 펀드와 같이 광의의 ETF를 포함했다.

## 역사
ETF는 그 기원이 1989년에 S&P 500 지수의 대체로 하여 미국 증권거래소와 필라델피아 증권거래소에서 거래된 인덱스 참가주에 있다. 하지만 이 상품은 시카고 상품거래소가 판매를 금지하는 소송에 승소하면서 사라지고 말았다.
비슷한 상품으로는 1990년에 토론토 거래소에서 거래를 시작한 토론토 인덱스 참가주가 있다. 이 주는 TSE 35와 TSE 100주의 변동을 추적하였으며 인기가 많았다. 이러한 인기를 통해 미국 증권거래소가 미국에서 증권거래위원회 규제를 만족하는 새로운 것을 발전하게 하였다.
거래소의 네이선 모스트와 스티븐 브룸 경영진은 스탠더드 앤드 푸어스 예탁증서(SPDRs)를 1983년에 소개하였다. SPDR 또는 거미로 알려진 이 펀드는 세계에서 최대 ETF가 되었다. 1995년 5월에는 미대캡 SPDRs를 발행했다.
영국계 투자은행인 바클레이즈 은행의 자회사인 바클레이즈 글로벌 인베스터스는 1996년에 아이쉐어즈 MSCI 인덱스 펀드지수로 개명한 WEBS 지수와 치열하게 경쟁하였다. WEBS는 일반투자자에게 해외시장에 진출하는 쉬운 통로를 제공하였다는 점에서 혁신적이었다. SPDR이 투자신탁으로서 체계화된 데 반해, WEBS는 세계최초 뮤추얼펀드로 시작하였다.
1998년에 미국 스테이트 스트릿 글로벌 투자자믈(SSGA)은 S&P 500 지수를 9개 섹터로 나누고 '섹터 스파이더'라는 상품을 개발하였다. 1998년에 또한 다우존스 산업평균지수를 추적하는 '다우 다이아몬드'가 개발되었다. 1999년에 '큐브'가 도입되어 나스닥 100지수의 움직임을 추적하였다.
2000년에 바클레이즈 글로벌 인베스터스는 장기투자자에게 교육 및 분배 문제를 강조함으로써 ETF 시장에 노력을 쏟아부었다. 아이셰어즈는 2000년대 초에 시작하였다. 5년 이내에 아이셰어즈는 미국 및 유럽에서 다른 ETF의 자산규모를 훌쩍 뛰어넘었다. 바클레이즈 글로벌 인베스터스는 2009년에 블랙록에 매각되었다. 2005년에 밴가드 그룹이 시장으로 진입하였다.
이후 ETF 시장이 활기를 뛰면서 세분화된 각 지역, 섹터, 원자재, 채권, 선물 및 다른 자산 층으로 맞춤화되었다. 2010년 9월에는 미국 내 ETF가 916개로서 자산규모가 8,820억이며, 이전 12개 달을 거쳐 1890억 달러만큼 성장하였다.

## 투자방법
ETF는 포트폴리오를 쉽게 분산하고, 비용이 낮고 세제 혜택이 있지만 지정가 주문, 공매도, 옵션 등 기존 주식의 특성을 유지한다. ETF가 쉽게 취득, 보유 및 처분이 가능하기 때문에 일부 투자자들은 자산 배분의 관점에서 장기적으로 ETF를 투자하거나, ETF를 자주 거래하여 시간분산 투자전략을 사용한다. ETF 의 장점이 다음과 같이 나열되어 있다.
저비용- ETF는 공격적으로 운용되지 않으며 증권의 매입 및 청산에 따른 비용이 자주 발생하지 않아 다른 투자수단보다 비용이 적게 든다. ETF는 대체로 마케팅, 분배, 회계 비용이 적게 들고 대체로 판매장려 수수료가 들지 않는다.
매매 용이성- 뮤추얼 펀드 및 투자신탁이 최종거래일에만 거래되는 것과 달리, ETF는 거래일 동안 현재가로 상시 매매 가능하다. 공개 매매됨으로써 ETF 주는 증거금을 치르고 신용거래로 매입가능하며 공매도할 수 있어서 헷징이 가능하다. 또한 지정가 주문을 통해 투자자들은 원하는 가격을 명시할 수 있다.
세제 혜택- ETF는 포트폴리오 자산 회전율이 낮기 때문에 상대적으로 자본이득이 낮다. 이것이 다른 인덱스펀드와 같은 장점이지만, 투자자의 청산요구에 부응하기 위해 증권을 매도할 필요가 없기 때문에 세제 혜택이 더욱 증가한다.
시장 위험노출 및 포트폴리오 분산- ETF는 포트폴리오 배분을 재조정하고 현금을 즉시 투자함으로써 “주식화”하는 경제적인 방법을 쓴다. 인덱스 ETF는 전체 인덱스에 걸쳐 내재적으로 투자대상을 분산할 수 있다. 또한 광범위하게 전 세계 및 특정국가, 산업 섹터, 채권, 원자재 인덱스 등 다양한 시장에 위험을 노출한다.
투명성- ETF는 인덱스 및 액티브 펀드 여부에 상관없이 포트폴리오가 투명하게 운영되고 거래일 동안 일정한 주기로 가격이 형성된다.
이러한 ETF의 장점은 인덱스 펀드의 형태에서 벗어나면서 극대화되기도 한다.

## ETF 유형
상세한 정보는 미국 ETF 목록 참조

### 인덱스 ETF
ETF 대다수는 인덱스 펀드로서 증권을 보유하고 주가지수의 성과를 따라가려 한다. 인덱스 펀드는 인덱스 전체 또는 인덱스 내 대표 주식을 포트폴리오에 보유함으로써 지수의 성과를 추적한다. 레버리지 ETF 또는 인버스 ETF 등 인덱스 ETF는 파생상품에 투자하여 매일 인덱스 성과의 배수 또는 역수의 수익을 얻는다. 2008년 2월에는 미국 내 인덱스 ETF는 총 자산가치 3500억 달러에 이르는 415개의 국내 주식 ETF와 1690억 달러에 이르는 160 개 글로벌 주식형 ETF, 400억 달러에 이르는 53개 채권의 ETF를 포함한다. 2010년 11월에는 “스탠다드 앤 푸어스 예탁증서” 인덱스 ETF가 시가총액 기준 최대 ETF였다.
인덱스 ETF 일부는 “완전 복제법”을 통해 지수에 포함된 모든 증권에 비율에 맞게 투자한다. 다른 인덱스 ETF는 “표본 추출법”을 이용하여 지수에 포함된 자산을 80퍼센트에서 95퍼센트 가량을 포트폴리오에 투자하고 나머지 5퍼센트에서 20퍼센트는 선물, 옵션, 스왑과 같은 지수 외 다른 금융상품에 투자한다. 인덱스 ETF는 대체로 지수 내 수천여 개의 증권에 투자하지만, 일부 인덱스 ETF는 보다 자의적으로 표본 추출을 하여 일부 증권에만 투자한다.

### 원자재 ETF (ETC)
원자재 ETF는 귀금속, 선물과 같은 원자재에 투자한다. 최초 원자재 ETF는 많은 국가에서 성행한 금 ETF였다. 벤치마크 자산관리 인도 법인회사가 2002년 5월에 SEBI와 함께 제안을 함으로써 최초로 공식적으로 금 ETF라는 개념이 생성되었다. 최초의 금 ETF는 2003년에 ASX에서 출시된 금괴 증권이었으며, 최초의 은 ETF는 2006년 NYSE에서 출시한 아이셰어즈 은신탁이었다. 2010년 11월에 SPDR 금 증권이라는 원자재 ETF가 시가총액 기준 두 번째로 규모가 컸다.
하지만 원자재 ETF의 대다수는 인덱스펀드로써 비증권 인덱스를 추적한다. 원자재 ETF가 증권에 투자하지 않기 때문에, 비록 원자재 ETF 공모가 증권거래위원회의 감독을 받고 1934년 증권거래소법에 의거하여 비조치 의견서가 필요하지만, 미국 내 1940년의 투자회사법에 의거하여 투자회사로서 법을 적용받지 않는다. 하지만 상품선물 거래위원회의 감독을 받을 수 있다.
상장지수 상품(Exchange-traded commodities, ETCs)은 완전히 담보된 자산담보부채권과 같은 투자수단으로서 개별 원자재에 대해 투자 총수익 지수를 포함하는 원자재 인덱스의 성과를 추적한다. ETF와 유사하게 거래 및 결제되지만 ETC는 시장조성자로서 유동성을 공급하고 거래소 개장시간동안 투자자가 변동성에 노출되게 한다.
GLD 또는 SLV 와 같은 최초의 원자재 ETF는 금괴와 은괴와 같이 실물을 인수했다. 유사한 것들 것은 뉴욕증권거래소의 팔라듐과 플래티넘이다. 하지만 상장지수상품 대다수는 선물 거래 기법을 활용하여 실물을 실제로 소유하지 않는다.
원자재 ETF는 효율적이고 간단히 주식을 거래하며, 에너지, 메탈, 소프트상품, 농산물 등 계속해서 범위가 늘어나는 원자재 및 원자재 인덱스에 대한 위험이 노출된다. 하지만 투자자는 당장은 가시적이지 않더라도 원자재 ETF 가격에 영향을 주는 다른 요인이 항상 존재한다는 사실을 인식할 필요가 있다. 예를 들어 USO와 같은 원유 ETF를 매수하면 투자자는 유가가 상승하는 한 수익이 선형으로 증가할 것으로 생각한다. 초보 투자자는 어떤 방식에 의해 이러한 펀드가 위험에 노출되는지를 잘 모른다. 대다수 원자재 펀드는 매달 바로 다음달 펀드로 갈아타서 만기 연장한다. 이러한 방식 때문에 원자재는 이자율 기간구조를 따라서 다른 가격에 직면하고 만기연장에 따른 더 높은 비용과 같은 위험에 노출된다.

### 채권 ETF
채권에 투자하는 ETF가 채권 ETF로 알려져 있다. 채권 ETF는 불경기에 투자자가 증권시장에서 자금을 인출하여 미국 재무부 장기채권 또는 재정상태가 건전한 회사채와 같은 같은 채권에 성행한다. 이러한 인과관계 때문에, 채권 ETF의 성과는 거시 경제상황을 보여주기도 한다. 합리적인 매매수수료와 같이 채권 ETF의 이점은 다양하지만 제 3자에 의해 매매될 경우, 이러한 이점이 상쇄될 수 있다.

### 통화 ETF (ETCs)
2005년에 라이덱스 인베스트먼트는 유로 트러스트라는 최초의 통화 ETF를 출시했다. 이후에 라이덱스 인베스트먼트는 커런시셰어스라는 브랜드를 가지고 주요 통화의 움직임을 따라가는 일련의 펀드를 출시했다. 2007년에 도이체방크의 db x-트래커가 프랑크푸르트에서 EONIA 투자총수익 지수를 출시하여 유로 움직임을 추적하였고, 이후 2008년에는 런던의 파운드화 머니마켓 지수와 미국 달러 머니마켓 지수를 따라갔다. 2009년에 ETF 증권은 세계 최대 FX 플랫폼을 출시하여 18개 장기 및 단기 미화 ETC와 개별 G10개국 통화를 대비하여 MSFXSM 인덱스를 추적하였다. 이 펀드는 투자자가 FX 현물환 가격, 기관 이자율 및 담보 수익을 따라가는 투자 총수익 상품이었다.

### 적극투자형 ETF
적극 투자형 ETF는 미국에서 최근에 나타났다. 2008년 3월에 최초로 형성되었지만 2008년에 청산되었다. 지금까지 인가된 적극투자형 ETF는 매우 투명하게 운용되어 웹사이트에 매일 현재의 증권 포트폴리오를 공시한다. 하지만 미국 증권거래위원회는 미래에 투명하지 않은 적극투자형 ETF를 허용할지 여부에 대해 고려하고 있다고 언급한 바 있다.
기존 ETF의 완전한 투명성 때문에 적극 투자형 ETF는 “프론트 런”을 하는 시장 참가자로부터 차익거래의 위험이 있었다. 적극 투자형 주식 ETF는 초기에 거래를 한 주 또는 월 단위로 함으로써 이 문제를 해결했다. 적극 투자형 채무 ETF는 프론트 런에 상대적으로 덜 취약하여 자주 거래된다.
적극 투자형 ETF는 초기에 그 반응이 미온적이었으며, 자산을 형성하는 데 있어서 다른 새로운 ETF에 비해 성과가 저조했다. 시장의 관심이 저조했던 이유 중 하나는 “프론트 런”을 막기 위해 필요한 조치와 성과를 얻기 위해 소요되는 기간, 새롭지 않은 배팅 방식 등이었다.

### 양도신탁 ETF
양도신탁 ETF는 특정 산업의 주식 바스켓에 대한 직접적인 관심을 보여준다. 대표적인 예로는 메릴린치가 처음 개발한 홀더스(Holding Company Depositary Receipts, HOLDRs)이다. 홀더스는 인덱스 펀드도, 액티브 펀드도 아니다. 오히려, 투자자는 특정 주식에 대해 직접적으로 관심을 가지고 있다. 홀더스가 저비용, 낮은 회전율, 세제 혜택 등 ETF와 몇몇 공통점이 있지만, 대다수 사람들은 홀더스가 ETF와 별개라고 여긴다.

### 인버스 ETF
인버스 ETF는 펀드가 기준 수익률보다 낮은 수준으로 가치가 하락하는 경우 이익을 보는 파생상품이다. 펀드의 가치가 하락하는 것을 예상해 단기투자 또는 선제적인 투자 전략을 조합하는 것과 비슷한 유형의 투자다. 인버스 ETF는 일일 선물을 기준 수익률로 이용한다.

### 레버리지 ETF
레버리지 ETF(Leveraged exchange-traded funds, LETFs)는 다른 ETF에 비해 시장 움직임에 대하여보다 민감하게 반응하여 수익을 얻도록 하는 ETF의 특이한 유형이다. 레버리지 인덱스 ETF는 강세장 또는 약세장 펀드에 맞춰서 설정된다. 예를 들어, 레버리지 강세장 ETF는 다우존스 산업평균지수 또는 S&P 500지수에 비해 2배 또는 3배의 일일 수익을 얻으려고 한다. 레버리지 인버스(약세장) ETF는 반대로 음의 배수로 2배 또는 3배의 일일 수익을 추구한다. 즉, 시장 손실에 비해 2배 또는 3배의 차익을 실현한다는 것이다. 레버리지 ETF는 주식 스왑, 파생상품 등 금융공학기법을 사용하여 목표 수익을 얻기 위해 포트폴리오를 재분배한다. 레버리지 ETF를 설정하는 가장 일반적인 방식은 선물계약을 체결하는 것이다.
시장 변동성이 클 때, 레버리지 ETF를 리밸런싱하면 비용이 상당할 수 있다. 문제는 펀드매니저가 레버리지 비율을 유지하기 위해 인덱스가 상승할 때 매수하고, 하락 시 매도함에 따라 거래에 따른 손실을 낸다는 점이다. 예를 들어, 인덱스 일일 2.5퍼센트의 변화율은 마이너스 2배수의 약세장 펀드에 대하여 일일 약 0.18퍼센트만큼 가치를 하락시킨다. 이는 한 해 동안 거래에 따른 손실이 펀드의 약 3분의 1이라는 것이다(0.9982^252=0.63). 하지만 투자자는 레버리지 비율의 변화에도 불구하고 선물을 매매함으로써 이 문제를 회피한다.

### 테마형 ETF
연구에 따르면 AI 테마형 ETF와 같은 테마형 투자 정의가 종종 불투명한 선정 기준으로 인해 주관적임을 보여준다. 연구는 기업 공시를 활용한 데이터 기반 방법론을 제안하여 투명성을 개선하고자 한다. 최근 SEC는 시장 열기를 악용하기 위해 AI 참여를 과장한 두 명의 투자 자문사를 "AI 세탁(AI washing)" 혐의로 기소했다.

## 뮤추얼 펀드 대비 ETF

### 비용
ETF는 장내 거래되기 때문에 각 거래는 위탁수수료를 받는다. 수수료는 위탁매매와 고객의 계획에 따라 다르다. 예를 들어, 미국 온라인 위탁매매 회사의 균일요금방식은 10달러에서 20달러를 호가하지만, 할인 중개는 무료에 가깝다. 위탁판매수수료 때문에 투자금액은 확연히 다르다. 매달 100달러를 투자하길 원한다면 투자자는 투자금액의 상당한 부분을 수수료로 지급하지만, 매달 20만달러를 투자한다면 위탁수수료는 미미한 수준이다. 보통, 펀드사로부터 직구입한 뮤추얼 펀드는 브로커 수임료가 없다. 이렇듯 거래비용이 낮으면 ETF는 매우 경쟁력있다.
ETF는 비용지급비율이 다른 뮤추얼펀드보다 낮다. ETF가 주주관련 비용이 낮을 뿐만 아니라, 현금기부 및 펀드자금 청산이 없어서 ETF는 청산 또는 브로커리지 비용에 따라 현금을 보유할 필요가 없다. 뮤추얼 펀드는 비용지급비율이 1퍼센트에서 3퍼센트 가량이며, 인덱스 펀드는 이보다 낮으며, ETF는 0.1퍼센트에서 1퍼센트 가량이다. 장기적으로 이러한 비용차이는 합산하여 큰 차이를 낳는다.
ETF는 판매수수료가 없기 때문에, 비용차이는 선취 또는 후취판매수수료를 부과하는 뮤추얼펀드와 비교할 때 확연하다. 환매 수수료와 단기 트레이딩 수수료가 ETF에는 없는 뮤추얼 펀드만의 특징이다. 트레이더는 단기적으로 인버스 및 레버리지 ETF에 투자할 때 주의할 필요가 있다. 잠재적으로 합산된 손실은 장기적으로 이득을 상쇄할 만큼 규모가 클 수가 있으므로, 거래 비용 및 일일 성과율을 주의깊게 살펴야 한다.

### 과세
ETF는 세제혜택 측면 때문에 뮤추얼펀드 대비 선호도가 높다. 미국에서 뮤추얼 펀드가 실현손실에도 불구하고 자본이득을 실현하면, 주주들에게 이득을 분배한다. 뮤추얼 펀드가 포트폴리오 증권을 팔 때마다, 투자자산을 재분배할 때, 또는 투자자가 환매할 때 실현손실이 발생한다. 투자자가 이득만큼 펀드 규모를 늘리는 경우에도, 모든 주주에게 모든 주주에게 자본이득에 따른 세금이 발생한다. 반면에 ETF는 절세가 가능하다. 투자자는 ETF를 개별주식과 같이 주식시장에서 매도할 수 있으며 포트폴리오 대량 환매에 따른 세금이 없다. 따라서 투자자는 ETF를 매각할 때, 세금 이 발생하지 않고, 자본이득만을 얻는다.
대부분의 경우에 ETF는 동일한 자산으로 구성된 뮤추얼 펀드 대비 절세효과가 크다. 뮤추얼펀드에서 환매가 발생했을 때, 뮤추얼 펀드에 속해있던 최초 ETF는 세제혜택이 모두 적용되지는 않았다. ETF가 세제혜택을 모두 누릴 수는 없었지만, 환매에 따른 자본손실이 발생할 경우에는 세금이 감폭되었다.
영국 ETF는 개인저축계좌 및 개인연금신탁에 속해 있어서 자본이득에 따른 세제혜택이 발생한다.

### 트레이딩
ETF의 최대 장점은 주식과 같은 취급을 받음으로써 누리는 혜택이다. ETF는 장내 거래되기 때문에, 투자자는 주식투자와 같은 방식으로 ETF를 투자한다. 예를 들어, 투자자가 공매도,지정가 주문을 하거나, 손절매주문, 신용매입, 최소투자 등을 할 수 있다. 또한 ETF 대다수는 풋 또는 콜 옵션을 발행할 수 있다. 커버드 콜전략을 통해 투자자는 프리미엄을 모음으로써, ETF 구매에 따른 이익을 증대시킨다. 뮤추얼 펀드는 이 같은 혜택이 없다.

## 비판
뱅가드 뮤추얼 펀드의 창업자 존 보글은 ETF의 거래비용이 수익을 낮추고, 대부분 ETF가 포트폴리오를 충분히 분산시키지 못한다는 점에서 단기 투기의 수단으로 악용되고 있다고 주장했다. 존보글은 광범위하게 분산된 ETF를 오래 보유하면 성과가 좋다고 덧붙였다.
ETF가 주당 순가격이 순자산가치를 따라가기 위해서는 차익거래가 효율적으로 이루어져야 한다. 일일 종가가 일일 순자산가치로부터 이탈하는 정도는 국내 지수의 경우 대체로 2퍼센트 이내이지만, 해외지수의 경우 그 정도가 더 크다. 2008년 11월자 월스트리트저널에 따르면, 장세 격변기에 ETF의 편차가 5퍼센트 이상이었고 10퍼센트를 넘은 경우도 있었으며, 틈새시장 ETF의 경우도 그 표준편차가 1퍼센트 이상이었다. 개장 이후에 표준편차가 급증하는 경향이 있었다.
2009년에 모건스탠리의 ETF 수익에 대한 한 연구에 따르면, 2008년에 0.53퍼센트 포인트의 갭의두 배 이상으로 2009년에 ETF는 목표지점을 평균 1.25 퍼센트 포인트만큼 벗어났다. 이 “추적오차”는 이머징마켓 주식, 원자재지수 및 정크본드 선물 등 거래가 자주 있지 않은 해외시장 ETF가  급증하였기 때문이다.
투자자가 세금이연 계좌 또는 비과세 계좌를 쓴다면, ETF의 절세혜택은 이점으로 작용하지 않는다. 하지만 기타 지출이 적다는 점에서 뮤추얼 펀드에 비해 큰 경쟁력으로 작용한다.
투자전문가의 조사에 따르면, ETF의 최대 단점은 ETF 상당수가 불분명한 지수를 사용한다는 점이다.
따라서 ETF를 비판하는 측은 더스트리트닷컴의 짐크레이머가 주장했듯이 ETF가 2008년 증시붕괴를 초래했듯이 공매도 등을 통해 시장을 조작할 수 있다고 언급한다.

## ETF 발행자
- 빕스 인베스트먼트 매니저, BIPS 발행.
- BNP파리바, EasyETFs 발행.
- 블랙록, iShares 발행.
- 찰스슈왑, 위탁 수수료 없는 수 개종 ETF 발행.
- 도이체 방크, db x-trackers ETFs 발행 as well as 파워셰어즈 DB원자재 및 통화 ETF 발행.
- ETF 시큐리티즈, ETF 및 원자재 특화 ETC 발행.
- 글로벌 X 펀드, ETF 발행.
- 구겐하임 펀드, 구겐하임 전문 ETF 발행.
- 인베스코, 파워셰어즈 ETF 및 미국예탁증권 기반 BLDRS 발행.
- 릭소 자산운용, 릭소 ETF 발행.
- 메릴린치, 홀더스 발행.
- 소스 영국 서비스, 공동유럽벤처, 뱅크오브 어메리카, 메릴린치, 골드만삭스, 모건스탠리, 노무라, 제이피모건, ETFs 및 ETCs 발행
- 스테이트 스트리트 글로벌 투자자문, SPDRs 발행.
- 반에크 글로벌, 마켓 벡터즈 ETF 발행.
- 뱅가드 그룹, 뱅가드 ETF(VIPERs) 발행.
- 삼성자산운용, KODEX 발행.
- 미래에셋자산운용, TIGER 발행.
- 우리자산운용, KOSEF 발행.
- KB자산운용, KBSTAR 발행.
- 한국투자신탁운용, KINDEX 발행.
- 키움자산운용, iKon 발행.
- 동양자산운용, FIRST 발행.
- KTB자산운용, GREAT 발행.
- 대신자산운용, GIANT 발행.
- KDB산은자산운용, PIONEER 발행.
- 유리자산운용, TREX 발행.
- 마이다스에셋자산운용, MIDAX 발행.
- 한화투자신탁운용, 아리랑 발행.
- 교보악사자산운용, 파워 발행.

## 같이 보기
- 공동투자설계
- 인핸스드 인덱싱
- ETN(Exchange-traded note)
- 투자신탁
- 연기금
- 종합자산관리계좌